# Vivo (smartphone)

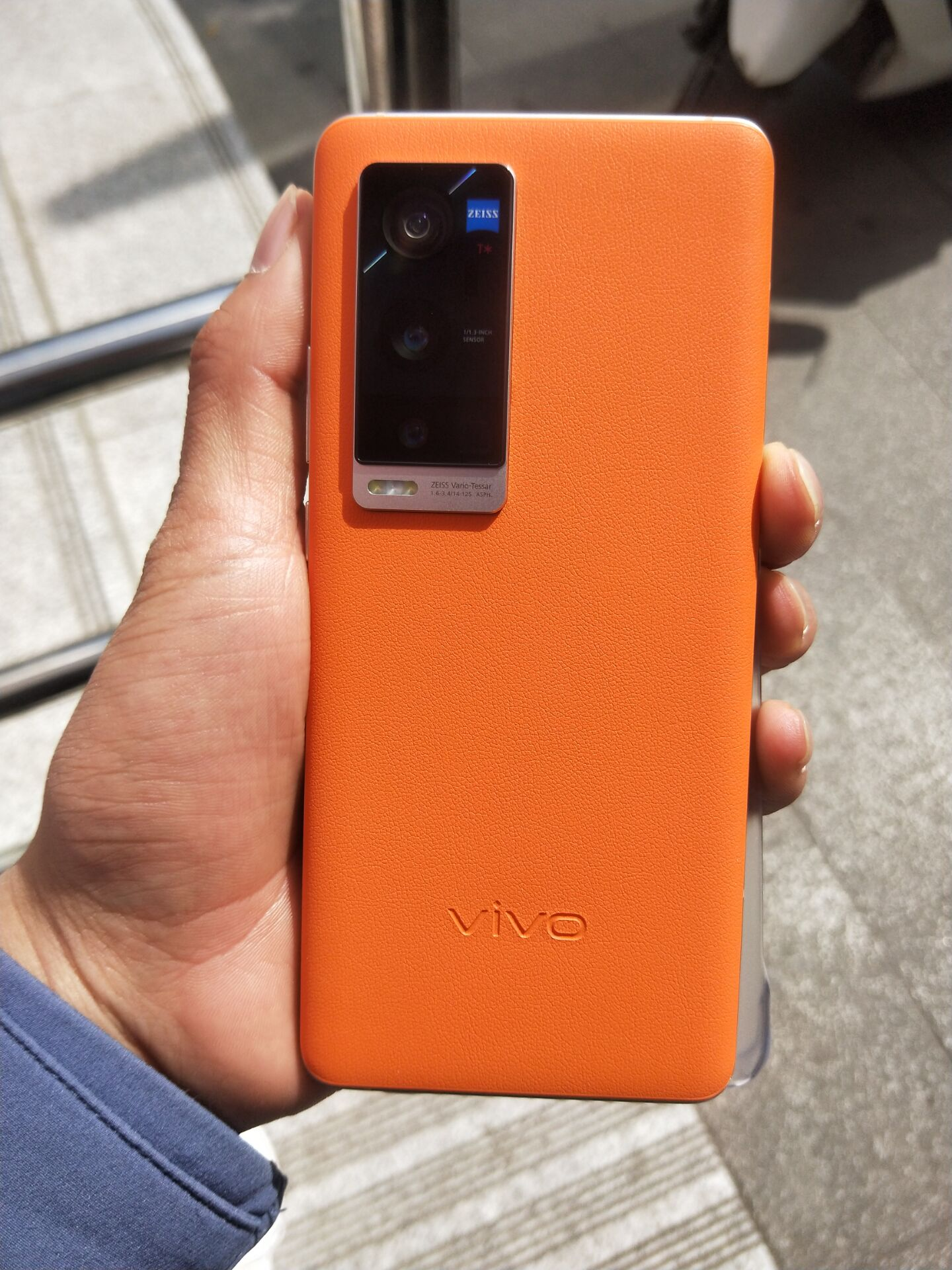
Vivo X60 Pro+

Vivo Communication Technology is een Chinees technologiebedrijf dat smartphones produceert. Het bedrijf is onderdeel van BBK Electronics.

## Beschrijving
Vivo werd opgericht in 2009 door Shen Wei. Het bedrijf breidde vanaf 2014 wereldwijd uit naar ruim 100 landen, waaronder veel Aziatische landen als India, Cambodja, Filipijnen, Maleisië en Thailand. Het beschikt over vijf fabrieken, waarvan twee in China, met een totale productiecapaciteit van 200 miljoen toestellen op jaarbasis. In oktober 2020 ging Vivo ook smartphones verkopen in Europa.
In 2021 was Vivo marktleider in de thuismarkt. Het had een marktaandeel van 22% en liet daarmee concurrenten als Oppo (21%) en Apple (16%) achter zich.
Smartphones van Vivo zijn voorzien van processors van Samsung en Qualcomm, en gebaseerd op het besturingssysteem Android. Enkele modellen zijn de NEX, NEX 3, V1, V3, V9, V19 en X7.
Het ging eind 2020 een samenwerking aan met Zeiss, een Duitse fabrikant van optische systemen, voor het ontwikkelen van lenzen en beeldprocessors voor de Vivo X60-serie.

## Sponsoring
Vivo werd in oktober 2015 de hoofdsponsor van de Indian Premier League. Ook in 2017 ging het een sponsordeal aan met de FIFA voor het WK voetbal 2018 en 2022. Ook tekende het bedrijf een deal met de UEFA als partner tijdens het EK 2020 en EK 2024. In eigen land is Vivo sponsor van basketballer Stephen Curry.

## Problemen
In juni 2020 bleek dat ruim 13.000 Vivo-smartphones die in India werden gebruikt, op hetzelfde IMEI-nummer draaiden. Dit nummer is een unieke code voor elk mobiel apparaat en kan worden gebruikt voor het opsporen van mobiele telefoons. De gebeurtenissen leidden ertoe dat de Indiase politie een rechtszaak aanspande tegen Vivo en haar servicecentrum.
Toen in april 2021 een vracht met smartphones van Vivo in brand raakte op de luchthaven in Hongkong, verbood dat land het vervoer via vliegtuigtransport.